# Prima Categoria 1910–11
Prima Categoria 1910–11 là mùa giải thứ 14 của giải bóng đá hàng đầu Ý, với Pro Vercelli giành ngôi vô địch.

## Quy định
Ủy ban chất lượng đã chấp nhận câu lạc bộ Turinese thứ ba, Piedmont FC.
FIGC đã tổ chức một nhóm thử nghiệm ở vùng Đông Bắc với bốn câu lạc bộ.

## Giải đấu chính

### Xếp hạng
| VT | Đội            | ST | T  | H | B  | BT | BB | HS  | Đ  | Giành quyền tham dự hoặc xuống hạng |
| -- | -------------- | -- | -- | - | -- | -- | -- | --- | -- | ----------------------------------- |
| 1  | Pro Vercelli   | 16 | 12 | 3 | 1  | 44 | 8  | +36 | 27 | Tham dự Chung kết                   |
| 2  | Milan          | 16 | 10 | 2 | 4  | 44 | 19 | +25 | 22 |                                     |
| 3  | Torino         | 16 | 9  | 0 | 7  | 33 | 27 | +6  | 18 |                                     |
| 4  | Andrea Doria   | 16 | 8  | 0 | 8  | 28 | 30 | −2  | 16 |                                     |
| 5  | Genoa          | 16 | 7  | 0 | 9  | 22 | 27 | −5  | 14 |                                     |
| 6  | Internazionale | 16 | 6  | 1 | 9  | 24 | 31 | −7  | 13 |                                     |
| 7  | Piemonte       | 16 | 4  | 4 | 8  | 21 | 35 | −14 | 12 |                                     |
| 7  | US Milanese    | 16 | 6  | 0 | 10 | 19 | 45 | −26 | 12 |                                     |
| 9  | Juventus       | 16 | 3  | 4 | 9  | 16 | 29 | −13 | 10 |                                     |

### Bảng kết quả
| Nhà \ Khách    | ADO | GEN | INT | JUV | MIL | PIE | PVE | TOR | USM |
| -------------- | --- | --- | --- | --- | --- | --- | --- | --- | --- |
| Andrea Doria   |     | 2–3 | 3–0 | 0–2 | 1–7 | 3–1 | 0–2 | 3–2 | 3–0 |
| Genoa          | 1–2 |     | 1–0 | 3–0 | 0–3 | 2–1 | 0–1 | 1–2 | 3–1 |
| Internazionale | 1–2 | 0–3 |     | 1–1 | 0–2 | 4–2 | 0–3 | 0–1 | 5–1 |
| Juventus       | 4–2 | 4–0 | 0–2 |     | 0–2 | 1–1 | 0–4 | 1–3 | 0–1 |
| Milan          | 0–1 | 2–0 | 6–3 | 3–0 |     | 7–1 | 0–0 | 5–2 | 0–2 |
| Piemonte       | 2–1 | 1–0 | 2–3 | 1–1 | 0–0 |     | 2–2 | 2–4 | 1–0 |
| Pro Vercelli   | 3–1 | 6–0 | 4–0 | 0–0 | 1–0 | 3–0 |     | 3–1 | 7–2 |
| Torino         | 2–1 | 1–5 | 0–1 | 2–1 | 5–1 | 1–2 | 2–0 |     | 5–0 |
| US Milanese    | 0–3 | 1–0 | 0–4 | 4–1 | 3–6 | 3–2 | 0–5 | 1–0 |     |

## Nhóm thử nghiệm Veneto-Emilia

### Xếp hạng
| VT | Đội           | ST | T | H | B | BT | BB | HS  | Đ  | Giành quyền tham dự hoặc xuống hạng |
| -- | ------------- | -- | - | - | - | -- | -- | --- | -- | ----------------------------------- |
| 1  | Vicenza       | 6  | 6 | 0 | 0 | 21 | 3  | +18 | 12 | Tham dự Chung kết                   |
| 2  | Hellas Verona | 6  | 4 | 0 | 2 | 13 | 12 | +1  | 8  |                                     |
| 3  | Bologna       | 6  | 2 | 0 | 4 | 11 | 20 | −9  | 4  |                                     |
| 4  | Venezia       | 6  | 0 | 0 | 6 | 2  | 12 | −10 | 0  |                                     |

### Bảng kết quả
| Nhà \ Khách   | BOL | HEL | VEN | VIC |
| ------------- | --- | --- | --- | --- |
| Bologna       |     | 2–4 | 3–0 | 0–4 |
| Hellas Verona | 4–1 |     | 2–0 | 0–2 |
| Venezia       | 2–4 | 0–1 |     | 0–1 |
| Vicenza       | 6–1 | 7–2 | 1–0 |     |

## Chung kết
Thi đấu ngày 11 và 18/6
| Đội 1        | TTS | Đội 2   | Lượt đi | Lượt về |
| ------------ | --- | ------- | ------- | ------- |
| Pro Vercelli | 5–1 | Vicenza | 3–0     | 2–1     |